# Rhinocypha orea
Rhinocypha orea – gatunek ważki z rodziny Chlorocyphidae. Występuje endemicznie w Parku Narodowym Tam Đảo w północnym Wietnamie. Został opisany w 2001 roku.